# Ваља Чуренилор (Салаж)
Ваља Чуренилор (рум. Valea Ciurenilor) насеље је у Румунији у округу Салаж у општини Залха. Oпштина се налази на надморској висини од 397 m.

## Становништво
Према подацима из 2002. године у насељу је живело 38 становника, од којих су сви румунске националности.